# Маммиллярия Эрреры
Маммиллярия Эрреры  (лат. Mammillaria herrerae — кактус из рода Маммиллярия.

## Описание
Растение одиночное. Стебель мелкий, миниатюрный до 2—3,5 см в диаметре, вначале шаровидный, позднее, во взрослом состоянии, слегка столбчатый, покрытый тонкими, мягкими колючками, белого цвета.
Радиальных колючек до 100 и более, они щетинистые, длиной 1—5 мм. Звёздчатообразно располагаясь на ареоле сосочка, они немного загибаются вокруг него. Центральных колючек нет.
Цветок розовый или красновато-пурпурный, размером 2,5 см. У цветков множество пыльников и зеленоватое рыльце. Плоды шаровидные, беловатые.

## Распространение
Распространён в окрестностях мексиканского города Кадерейта в штате Керетаро. Растёт на известняковых скалах, среди камней.

## Синонимы
- Chilita herrerae (Werdermann) Buxbaum 1954